# Kerkhof van Overijse (Maleizen)
Het Kerkhof van Overijse (Maleizen) is een gemeentelijke begraafplaats in het Belgische gehucht Maleizen in de gemeente Overijse. Het kerkhof ligt achter de Sint-Judocuskerk aan de Terhulpensesteenweg. 

## Oorlogsgraf
Op het kerkhof ligt het graf van de Belgische militair Rene Trappeniers. Hij nam vrijwillig dienst in het Britse leger als aircraftman. Hij overleed op 3 mei 1946 aan de gevolgen van een ongeval en werd begraven onder de gebruikelijke Britse grafzerk. Het onderschrift op deze zerk is in het Nederlands en luidt: - Lieve zoon en broer - Dank voor uw offer voor vrijheid en vrede - Rust zacht -. Hij werd 20 jaar.
Zijn graf wordt onderhouden door de Commonwealth War Graves Commission en is daar geregistreerd onder Overijse (Maleizen) Churchyard.